# Olympische Sommerspiele 1976/Rudern – Doppelzweier (Männer)
Der Ruderwettbewerb im Doppelzweier der Männer bei den Olympischen Spielen 1976 in Montreal wurde vom 18. bis zum 25. Juli ausgetragen. Austragungsort war das Olympic Basin auf der Île Notre-Dame. 26 Athleten in 13 Booten traten an.
Die Ruderregatta, die über 1000 Meter ausgetragen wurde, begann mit drei Vorläufen. Die Boote auf Platz 1 bis 3 qualifizierten sich direkt für das Halbfinale, die anderen mussten in den Hoffnungslauf. Hier qualifizierten sich die ersten drei Boote ebenfalls für das Halbfinale. Die drei besten Boote aus den beiden Halbfinalläufen zogen ins A-Finale ein, die anderen qualifizierten sich für das B-Finale.

## Ergebnisse

### Vorläufe

#### Vorlauf 1
| Rang | Nation         | Athleten                            | Zeit        | Anm.          |
| ---- | -------------- | ----------------------------------- | ----------- | ------------- |
| 1    | Norwegen       | Frank Hansen Alf John Hansen        | 6:29,77 min | Q, OB         |
| 2    | Sowjetunion    | Jewgeni Barbakow Gennadi Korschikow | 6:38,63 min | Q             |
| 3    | Großbritannien | Christopher Baillieu Michael Hart   | 6:40,86 min | Q             |
| 4    | Italien        | Umberto Ragazzi Silvio Ferrini      | 6:47,97 min | Hoffnungslauf |
| 5    | Brasilien      | Gilberto Gerhardt Sérgio Sztancsa   | 7:02,18 min | Hoffnungslauf |

#### Vorlauf 2
| Rang | Nation             | Athleten                          | Zeit        | Anm.          |
| ---- | ------------------ | --------------------------------- | ----------- | ------------- |
| 1    | DDR                | Jürgen Bertow Hans-Ulrich Schmied | 6:39,71 min | Q             |
| 2    | BR Deutschland     | Peter Becker Gerhard Kroschewski  | 6:41,16 min | Q             |
| 3    | Frankreich         | Jean-Noël Ribot Jean-Michel Izart | 6:44,04 min | Q             |
| 4    | Vereinigte Staaten | William Belden Lawrence Klecatsky | 6:46,33 min | Hoffnungslauf |

#### Vorlauf 3
| Rang | Nation           | Athleten                           | Zeit        | Anm.          |
| ---- | ---------------- | ---------------------------------- | ----------- | ------------- |
| 1    | Tschechoslowakei | Josef Straka Miroslav Laholík      | 6:40,55 min | Q             |
| 2    | Schweden         | Jean-Henrik Martell Lennart Bälter | 6:44,10 min | Q             |
| 3    | Jugoslawien      | Zoran Pančić Darko Majstorović     | 6:49,68 min | Q             |
| 4    | Belgien          | Patrick Willems Didier Vermeersch  | 6:52,09 min | Hoffnungslauf |

### Hoffnungslauf
| Rang | Nation             | Athleten                          | Zeit        | Anm. |
| ---- | ------------------ | --------------------------------- | ----------- | ---- |
| 1    | Vereinigte Staaten | William Belden Lawrence Klecatsky | 6:34,81 min | Q    |
| 2    | Italien            | Umberto Ragazzi Silvio Ferrini    | 6:38,48 min | Q    |
| 3    | Belgien            | Patrick Willems Didier Vermeersch | 6:39,48 min | Q    |
| 4    | Brasilien          | Gilberto Gerhardt Sérgio Sztancsa | 6:48,95 min |      |

### Halbfinale

#### Halbfinale 1
| Rang | Nation           | Athleten                          | Zeit        | Anm.     |
| ---- | ---------------- | --------------------------------- | ----------- | -------- |
| 1    | Norwegen         | Frank Hansen Alf John Hansen      | 6:12,48 min | A-Finale |
| 2    | Großbritannien   | Christopher Baillieu Michael Hart | 6:18,38 min | A-Finale |
| 3    | BR Deutschland   | Peter Becker Gerhard Kroschewski  | 6:21,64 min | A-Finale |
| 4    | Tschechoslowakei | Josef Straka Miroslav Laholík     | 6:25,02 min | B-Finale |
| 5    | Italien          | Umberto Ragazzi Silvio Ferrini    | 6:34,34 min | B-Finale |
| 6    | Jugoslawien      | Zoran Pančić Darko Majstorović    | 6:39,91 min | B-Finale |

#### Halbfinale 2
| Rang | Nation             | Athleten                            | Zeit        | Anm.     |
| ---- | ------------------ | ----------------------------------- | ----------- | -------- |
| 1    | DDR                | Jürgen Bertow Hans-Ulrich Schmied   | 6:24,90 min | A-Finale |
| 2    | Sowjetunion        | Jewgeni Barbakow Gennadi Korschikow | 6:26,87 min | A-Finale |
| 3    | Frankreich         | Jean-Noël Ribot Jean-Michel Izart   | 6:30,83 min | A-Finale |
| 4    | Vereinigte Staaten | William Belden Lawrence Klecatsky   | 6:33,88 min | B-Finale |
| 5    | Schweden           | Jean-Henrik Martell Lennart Bälter  | 6:35,51 min | B-Finale |
| 6    | Belgien            | Patrick Willems Didier Vermeersch   | 6:42,32 min | B-Finale |

### Finale

#### B-Finale
| Rang | Nation             | Athleten                           | Zeit        |
| ---- | ------------------ | ---------------------------------- | ----------- |
| 7    | Italien            | Umberto Ragazzi Silvio Ferrini     | 7:15,21 min |
| 8    | Vereinigte Staaten | William Belden Lawrence Klecatsky  | 7:16,59 min |
| 9    | Jugoslawien        | Zoran Pančić Darko Majstorović     | 7:21,69 min |
| 10   | Tschechoslowakei   | Josef Straka Miroslav Laholík      | 7:23,49 min |
| 11   | Schweden           | Jean-Henrik Martell Lennart Bälter | 7:25,57 min |
| 12   | Belgien            | Patrick Willems Didier Vermeersch  | 7:25,82 min |

#### A-Finale
| Rang | Nation         | Athleten                            | Zeit        |
| ---- | -------------- | ----------------------------------- | ----------- |
| 1    | Norwegen       | Frank Hansen Alf John Hansen        | 7:13,20 min |
| 2    | Großbritannien | Christopher Baillieu Michael Hart   | 7:15,26 min |
| 3    | DDR            | Jürgen Bertow Hans-Ulrich Schmied   | 7:17,45 min |
| 4    | Sowjetunion    | Jewgeni Barbakow Gennadi Korschikow | 7:18,87 min |
| 5    | BR Deutschland | Peter Becker Gerhard Kroschewski    | 7:22,15 min |
| 6    | Frankreich     | Jean-Noël Ribot Jean-Michel Izart   | 7:50,18 min |